# Văn tiểu phẩm
Văn tiểu phẩm là thể loại tản văn ngắn gọn, xinh xắn nhưng giàu chất trữ tình.
Người Trung Quốc xem các loại tự, bạt, kí, truyện, văn tế, thư tín,.. có ngôn ngữ trau chuốt, tình cảm phong phú đều là văn tiểu phẩm. Người phương Tây xem văn tiểu phẩm là thể loại văn xuôi nhỏ, kết cấu tự do, thiên về thể hiện các ấn tượng và ý kiến cá nhân trước các sự việc và vấn cụ thể, không nhằm đưa ra cách lí giải bao quát và xác định hoàn toàn, điều cốt yếu là có kiến giải mới mẻ, gây ấn tượng sâu đậm.
Văn tiểu phẩm có loại thiên về triết lý, có loại thiên về tiểu sử, phong tục, phong cảnh, có loại nghiêng về phê bình văn học, có loại nghiêng về phổ biến khoa học, lại có loại thuần tuý trữ tình. Phong cách chung của văn tiểu phẩm là tính hình tượng cô đọng, tính ngụ ý, ngữ điệu trò chuyện, tâm tình, bộc lộ trực tiếp nhân cách, cá tính của tác giả, để lại ấn tượng nhẹ nhàng, khoáng đạt.
Mẫu mực của thể loại văn tiểu phẩm ở phương Tây có thể tìm thấy qua tập Tiểu phẩm của M. Mông-ten (1533 – 1592), các bài tiểu phẩm của Vôn-te, Đi-đơ-rô, Lét-xing, Héc-đơ, Pu-skin, Ghéc-xen,… Ở phương Đông, văn tiểu phẩm có truyền thống lâu đời nhưng sự nở rộ của chúng gắn liền với ý thức về nhân cách, cá tính. Đó là tiểu phẩm của Liễu Tông Nguyên, Âu Dương Tu, Chu Tự Thanh, Băng Tâm,.. ở Trung Quốc; là Vũ trung tuỳ bút của Phạm Đình Hổ ở Việt Nam.
Nguyễn Tuân, Tản Đà, Vũ Bằng đều là các tác giả văn tiểu phẩm với các bài về cảnh sắc, hương vị đất nước, “hài đàm”, “nhàn tưởng”.